# Trois Quarts de lune
Pour plus de détails, voir Fiche technique et Distribution.
Trois Quarts de lune (titre original : Dreiviertelmond) est un film allemand réalisé par Christian Zübert, sorti en 2011. 

## Synopsis
Hartmut Mackowiak, un vieux chauffeur de taxi à Nuremberg, aigri et xénophobe, ramène de l'aéroport une jeune femme turque qui accompagne sa fille de 6 ans, Hayat, pour lui laisser chez sa grand-mère le temps de son travail à l'étranger. Durant le trajet, l'ambiance est très tendu entre le vieil homme et la jeune femme. Hartmut n'a cependant pas une vie facile. Sa femme le quitte pour un autre homme, et il vit désormais seul. Plus tard, il accepte d'héberger Hayat, dont sa grand-mère est tombée dans le coma. D'abord cherchant quelqu'un pour s'occuper de la petite, il s'attache finalement peu à peu à la fillette admirative.   

## Fiche technique
- Titre original : Dreiviertelmond
- Titre français : Trois Quarts de lune
- Réalisation : Christian Zübert
- Scénario : İpek Zübert et Christian Zübert
- Directeur de la photographie : Jana Marsik
- Musique : Annette Focks
- Montage : Mona Bräuer
- Sociétés de production : Die Film GmbH, Bayerischer Rundfunk, Arte
- Pays d'origine :  Allemagne
- Langue originale : allemand, turc
- Genre : Comédie dramatique
- Durée : 88 minutes (1h28 minutes)
- Dates de sortie : 
  -  Allemagne : 30 septembre 2011 (Festival du film de Hambourg)
  -  Allemagne : 13 octobre 2011

## Distribution
- Elmar Wepper : Hartmut Mackowiak
- Mercan Türkoğlu : Hayat
- Ivan Anderson : Gülen
- Özay Fecht : Nezahat
- Katja Rupé : Christa Mackowiak
- Marie Leuenberger : Verena Mackowiak
- Bernd Regenauer : Karl-Heinz
- Stefan Kügel : Bertl
- Christian Lerch : Arzt
- Siegfried Terpoorten : Thorsten Seiler
- Gabi Geist : la voisine
- Hans Stadlbauer : le conducteur de la Volvo